# 로빈 베인

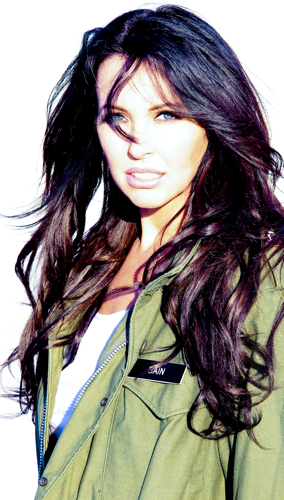

로빈 베인(Robin Bain, 1980년 2월 12일 ~ )은 미국의 배우, 각본가, 모델, 텔레비전 배우, 영화배우이다.

## 영화
- 노웨어랜드 (2015년) - 킴 역
- 더 브라이즈 오브 소돔 (2013년) - 샌디 역
- 립 서비스 (2013년)
- 3 기저스! (2013년) - 카리 역
- 버키 라슨: 나도 스타다 (2011년)
- 로봇 치킨 - 시리즈 (2005년)